# Francesco Accolti
‎Francesco Accolti, italijanski filozof, pravnik in pedagog, * 1416, † 1488.
Accolti je bil profesor pravne filozofije na univerzah: v Bologni (1440-1445), v Ferrari, v Sieni in v Pisi.
Njegov brat je bil Benedetto Accolti.